# تومو تيرنير
تومو تيرنير (بالفنلندية: Tuomo Turunen)‏ (30 أغسطس 1987 بكووبيو في فنلندا - ) هو لاعب كرة قدم فنلندي في مركز الدفاع. شارك مع منتخب فنلندا تحت 21 سنة لكرة القدم ومنتخب فنلندا لكرة القدم. أما مع النوادي، فقد لعب مع إنتر توركو ونادي غوتبورغ وهونكا وFC KooTeePee ‏ وKotkan Työväen Palloilijat ‏ ونادي تريليبورج ‏.

## وصلات خارجية
- تومو تيرنير على موقع الاتحاد الدولي (مؤرشف)  (الإنجليزية)
- تومو تيرنير على موقع اتحاد السويد (السويدية)
- تومو تيرنير على موقع قاعدة بيانات كرة القدم.إي يو (الإنجليزية)
- تومو تيرنير على موقع ناشيونال فوتبول تيمز (الإنجليزية)
- تومو تيرنير على موقع Soccerway.com (الإنجليزية)
- تومو تيرنير على موقع عالم كرة القدم.نت (الإنجليزية)